# Joey Ramone
Joey Ramone, de nom real Jeffry Hyman (Forest Hills, Nova York, 19 de maig de 1951 – 15 d'abril de 2001) fou membre fundador del grup The Ramones i pioner del punk rock.
Durant la seva infància i adolescència va tenir problemes mentals que el van fer ingressar en un centre psiquiàtric. En un moment donat de la seva vida va conèixer John Cummings (Johnny Ramone) i Douglas Colvin (Dee Dee Ramone), amb els quals va formar The Ramones com a bateria. Posteriorment, amb l'addició de Thomas Erdelyi (Tommy Ramone) com a nou bateria, Joey va passar a ser el cantant (anteriorment ho era Dee Dee), juntament amb en Johhny amb qui el separava una llarga enemistat deguda a diferències polítiques i, fonamentalment, a que en Johnny es va casar amb una nòvia d'en Joey, van ser els dos membres que romangueren fixos durant tota la carrera del grup.
Abans de morir, amb el grup ja separat, va publicar un àlbum en solitari amb el títol Don't Worry About Me, en el qual participà Marky Ramone i el germà de Joey (Mickey Leigh, guitarra), entre d'altres. En Joey va escriure cançons com ara «Maria Bartiromo», dedicada a la locutora de programes d'economia amb el mateix nom. També amb posterioritat a la seva mort, una cantonada del carrer Bowery de Nova York, pròxima al club CBGB, va ser anomenada «Joey Ramone Place» en el seu honor, com a reconeixement a la seva carrera i influència al món de la música.

## Discografia
Per consultar els àlbums amb The Ramones, veure la discografia a The Ramones.
Àlbums
- Don't Worry About Me - (2002)

EP
- In a Family Way - Sibling Rivalry (1994)
- Ramones: Leathers from New York - The Ramones i Joey Ramone (1997)

Sinles
- "I Got you Babe" - (1982) (duet amb Holly Beth Vincent)
- "What a Wondeful World" - (2002) (versió del mateix tema de Louis Armstrong)